# 南湖街道 (长春市)
南湖街道，是中华人民共和国吉林省长春市朝阳区下辖的一个乡镇级行政单位。

## 行政区划
南湖街道下辖以下地区：
湖苑社区、湖滨社区、湖东社区、卫星路社区、二二八社区、长飞社区和光机社区。